# فرودگاه سمولس
فرودگاه سمولس (به انگلیسی: Samuels Field) یک فرودگاه همگانی بهره‌برداری هوایی با کد یاتا BRY است که یک باند فرود آسفالت دارد و طول باند آن ۱۵۲۵ متر است. این فرودگاه در کشور ایالات متحده آمریکا قرار دارد و در ارتفاع ۲۰۴ متری از سطح دریا واقع شده است.